# Antiga basílica de Sant Pere
L'antiga basílica de Sant Pere, o basílica de Constantí, era l'edifici que s'erigia anteriorment en el lloc on ara es troba la basílica de Sant Pere, al Vaticà. El nom d'antiga basílica de Sant Pere s'ha utilitzat des de la construcció de la basílica actual per distingir tots dos edificis.

## Història

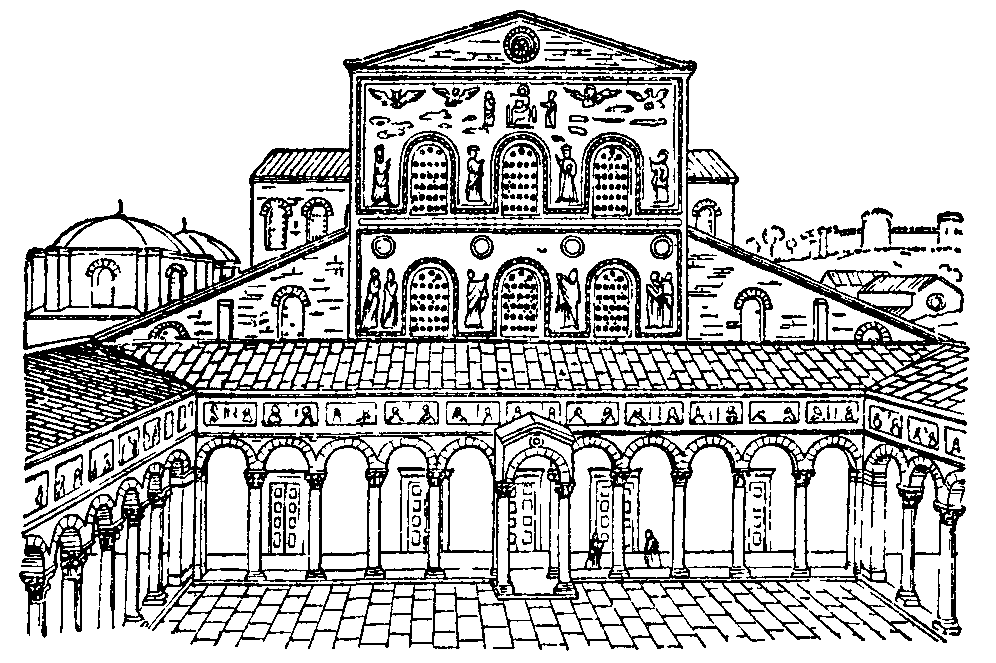
Reconstrucció gràfica de la façana vista del quadripòrtic

Des de l'època de la crucifixió i enterrament de Sant Pere l'any 64, s'ha cregut que en aquest lloc es troba la tomba de sant Pere i on es trobava un petit santuari. La construcció va començar sota el mandat de l'emperador romà Constantí I el Gran, entre el 326 i el 333, i es van necessitar trenta anys per completar-la. El disseny era el típic d'una basílica. L'església lentament va guanyar importància durant els següents dotze segles, i fins i tot va esdevenir un lloc de pelegrinatge dintre de Roma. Les coronacions papals van començar a celebrar-se allà; també va ser el lloc on Carlemany va ser coronat Emperador del Sacre Imperi Romanogermànic, l'any 800. Gràcies al seu prestigi en ascens, l'església va ser decorada amb estàtues, mobiliari i canelobres elaborats, i permanentment s'agregaven sepulcres i altars als seus costats. Malgrat tot, per al segle xv la basílica es trobava rumb ruïna i, després del retorn del papat d'Avinyó, va començar a discutir-se la reparació de part de l'estructura. Leone Battista Alberti i Bernardo Rossellino van ser dues de les persones involucrades en la reconstrucció, i els qui van millorar l'absis i van agregar, parcialment, una lògia de diversos pisos a la façana de l'atri, la construcció va continuar de manera intermitent fins que van començar les obres de la nova basílica. En un principi, el papa Juli II va tenir la intenció de conservar el vell edifici, però al cap de poc la seva atenció es va centrar a derrocar-ho a terra i construir una estructura nova. Aquest pla va horroritzar a moltes persones de l'època, ja que l'edifici representava una continuïtat papal que es remuntava a sant Pere. A més a més, l'estructura es trobava repleta de tombes i cadàvers pertanyents a sants i papes; fins i tot van continuar trobant-se ossos, durant la construcció, fins a febrer de 1544. Finalment, el traçament de la nova basílica va intentar reconsagrar les mencionades restes tant com va ser possible, i l'altar original es va preservar dins de la nova estructura.

## Estructura

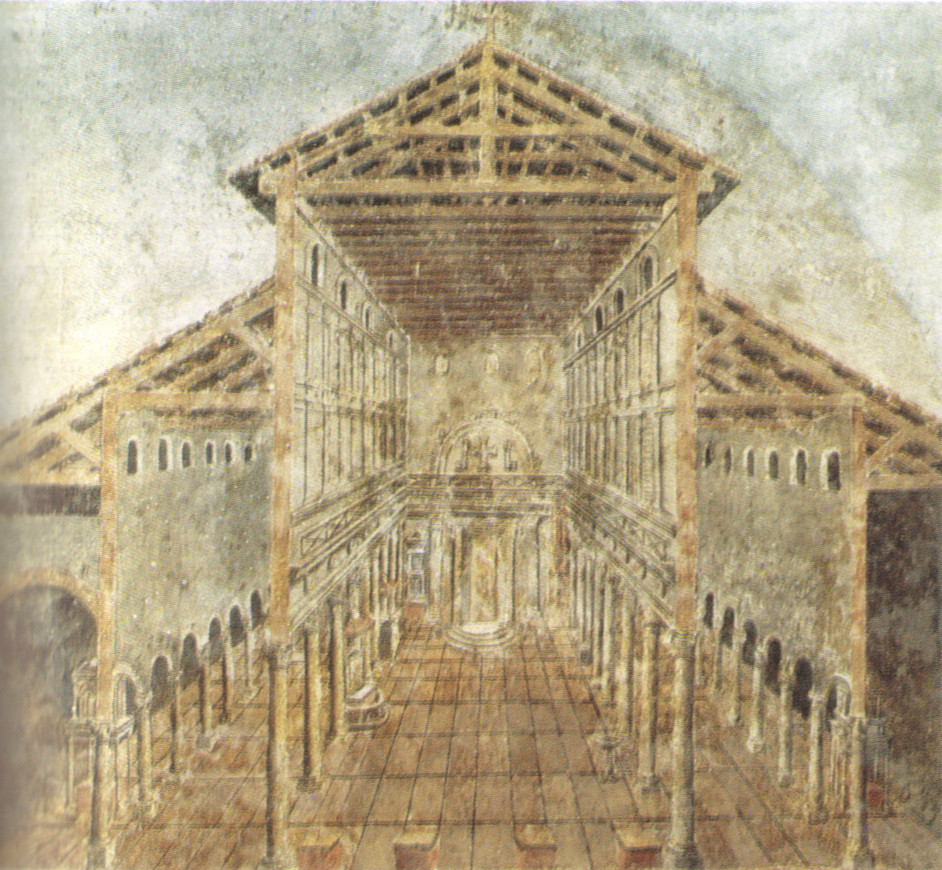
Fresc reproduent l'aspecte de l'antiga basílica de Sant Pere durant el segle IV

L'edifici consistia en cinc naus: una àmplia, en el centre, i dues més petites a cada un dels costats. Paral·lelament, cada una de les naus estava dividida per 21 columnes de marbre que eren restes preses d'antics edificis pagans. La basílica, de 110 metres de longitud, tenia la forma d'una creu llatina i un sostre inclinat de fusta a l'interior, que assolia una alçada de 30 metres en el centre. A l'entrada es trobava un atri al que es coneixia com «el Jardí del Paradís», i que tenia cinc portes per les que s'accedia al cos principal de l'església; aquest atri de fet era un agregat realitzat al segle xvi. Malgrat tot, i a diferència dels temples pagans anteriors, l'exterior de la basílica no estava decorat de forma magnífica.
La creació del mosaic de la Navicella (1305-1313), ubicat a l'atri, s'atribueix a Giotto di Bondone. L'enorme mosaic havia estat encarregat pel cardenal Jacopo Stefaneschi i ocupava la totalitat de la paret per damunt de l'arc que donava al pati. L'obra mostrava a sant Pere caminant sobre l'aigua. Aquest extraordinari treball va ser destruït en gran part durant la construcció de la nova basílica al segle xvi, tot i que encara es conserven fragments. Navicella significa «vaixell petit», amb referència al gran vaixell que dominava l'escena i la vela de la qual, inflada pels vents de la tempesta, s'imposava sobre l'horitzó. Aquest tipus de representació naturalista del mar solament es coneixia d'obres a l'art antic. La nau de l'església acabava en un arc que contenia un mosaic de Constantí i sant Pere, a qui se'l lliurava un model de l'església de Crist. A les parets, d'11 finestres cadascuna, podien trobar-se frescs de diferents persones i escenes tant de l'Antic com del Nou Testament.
L'altar de l'Antiga Sant Pere comptava amb diverses columnes salomòniques. Segons la tradició, Constantí va prendre aquestes columnes del Temple de Jerusalem i les va regalar a l'església; tanmateix, és probable que de fet aquestes fossin d'una església de l'Orient. Quan Gian Lorenzo Bernini va construir el Baldaquí de Sant Pere per cobrir el nou altar de Sant Pere, es va allunyar del disseny intricat de les antigues columnes. Vuit de les columnes originals van ser traslladades al moll de la nova Sant Pere.